# Бугуй
Бугуй — деревня в Сафакулевском районе Курганской области. Входит в состав Субботинского сельсовета.

## История
Основана в 1925 году. По данным на 1926 год заимка Моисеевка состояла из 14 хозяйств. В административном отношении входила в состав Мурзабаевского сельсовета Яланского района Челябинского округа Уральской области.

## Население
| 1989 | 2002 | 2010 |
| ---- | ---- | ---- |
| 249  | ↘212 | ↘144 |

По данным переписи 1926 года на заимке проживало 85 человек (46 мужчин и 39 женщин), в том числе: русские составляли 100 % населения.
Национальный состав
Согласно результатам Всероссийской переписи населения 2002 года, в национальной структуре населения русские составляли 32 %, башкиры — 59%.